# Pseudacherontides edaphicus
Pseudacherontides edaphicus är en urinsektsart som först beskrevs av Riozo Yosii 1971.  Pseudacherontides edaphicus ingår i släktet Pseudacherontides och familjen Hypogastruridae. Inga underarter finns listade i Catalogue of Life.